# C. Hoare & Co.

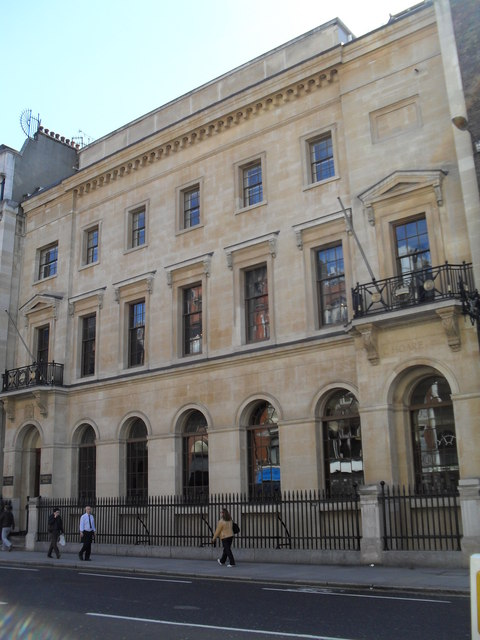
C. Hoare & Co. in der Fleet Street, London

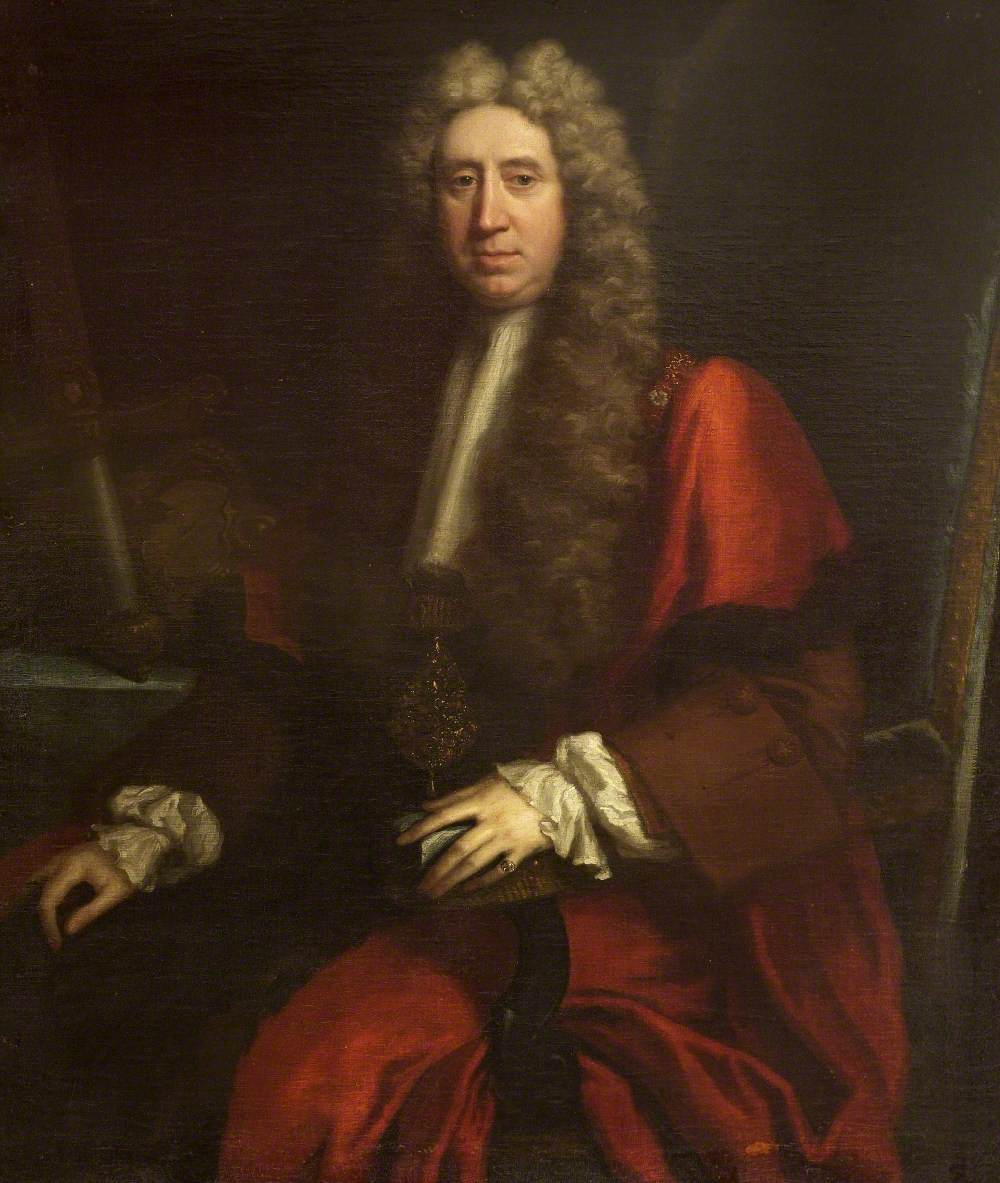
Sir Richard Hoare, Gründer der Bank

C. Hoare & Co. ist eine britische Privatbank. Die Bank wurde 1672 von Sir Richard Hoare gegründet und befindet sich weiterhin in Familienbesitz. Sie ist die zweitälteste Bank in Großbritannien und die fünftälteste Bank der Welt. Sie wird derzeit von der elften Generation der direkten Nachkommen von Hoare verwaltet. Firmensitz ist London.